# Gentiane à feuilles étroites
Gentiana angustifolia
Espèce
La Gentiane à feuilles étroites (Gentiana angustifolia) est une espèce de plantes vivaces de la famille des Gentianacées.